# Parque nacional de Mollem

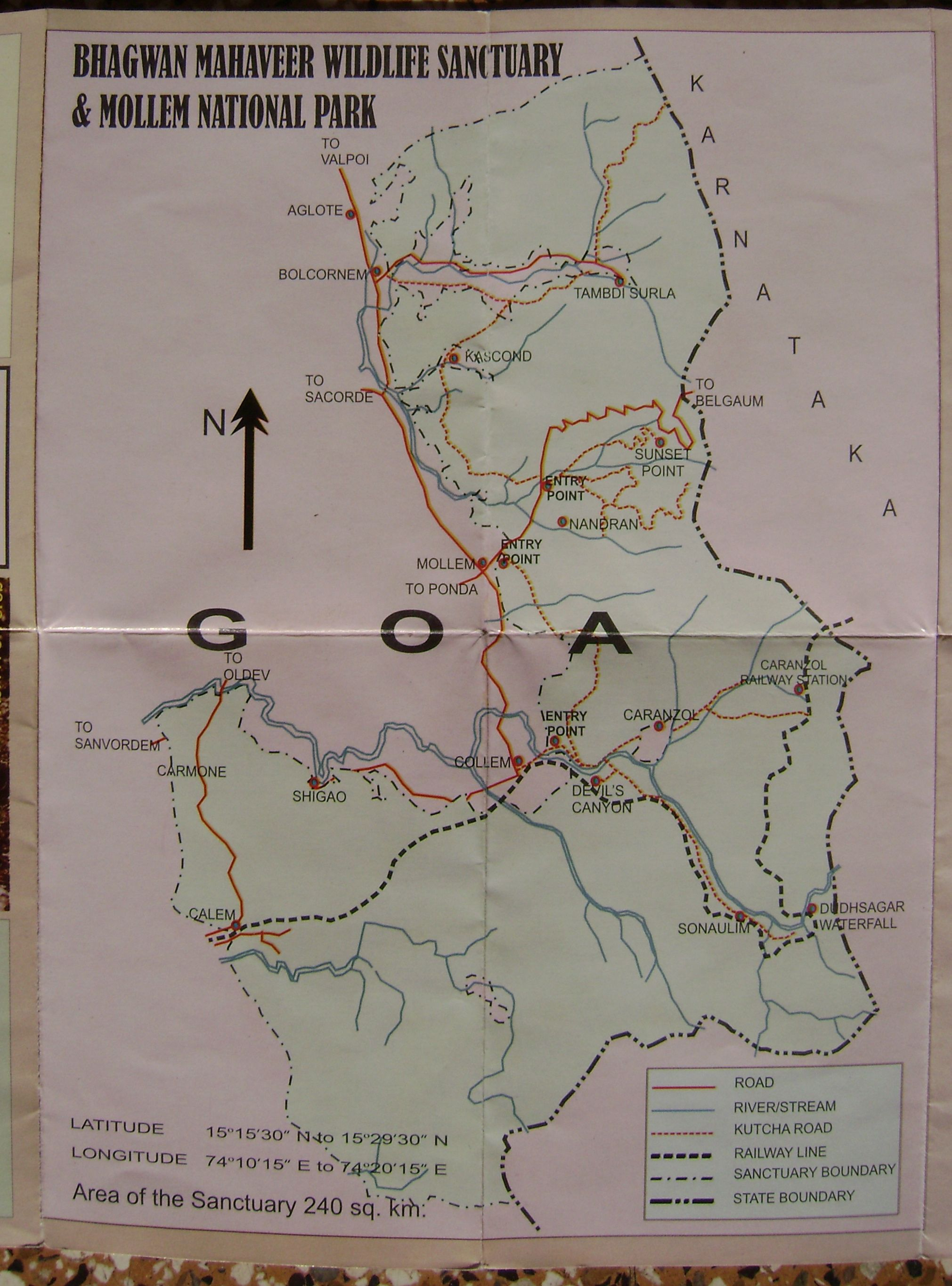
Mapa del santuario de Bhagwan Mahaveer y parque nacional de Mollem.

El parque nacional de Mollem es un parque nacional indio, el único del estado de Goa. Este parque cubre aproximadamente 107 km², y fue declarado como un parque nacional desde el año 1978. 
Forma la zona principal de la Reserva natural de Bhagwan Mahavir. El santuario y parque nacional es un área protegida de 240 kilómetros cuadrados, ubicada en los Ghats occidentales del India del Sur, en el taluk de Sanguem, a lo largo de la frontera del estado con Karnataka.
El área está situada cerca de la ciudad de Molem, a 57 km al este de Panaji, la capital del estado de Goa. La Autopista nacional 4A la divide en dos partes y la línea de ferrocarril Mormugao - Londa pasa por el área. Contiene varios templos importantes que se remontan a la dinastía Kadamba, y las Cataratas de Dudsagar.
El parque es también el hogar de una comunidad de búfalos nómadas conocidos como el Dhangar.

## Historia
La zona fue conocida primero como "santuario de caza de Mollem". Fue declarada santuario de la vida salvaje en 1969 y rebautizada como santuario de Bhagwan Mahavir. La zona núcleo del santuario se extiende por 107 kilómetros cuadrados fue considerado como parque nacional de Mollem en 1978.

## Flora
Este santuario contiene vegetación prístina clasificada como bosques perennes tropicales de la Costa Occidental, bosques semi-perennes de la Costa Occidental y bosques caducifolios húmedos. Los bosques siempreverdes se ven principalmente en altitudes superiores y a lo largo de las riberas de los ríos. Las especies predominantes son Terminalia, Lagerstroemia, Xylia y Dalbergia. El dosel arbóreo está casi cerrado y la disponibilidad de hierba es muy limitada. Hay varias fuentes de agua continuas en el santuario y la disponibilidad del agua no es un factor limitante para la vida salvaje.
El parque nacional de Bhagwan Mahaveer ý área que lo rodeaba alberga 722 especies de plantas florecientes silvestres pertenecientes a 492 géneros y 122 familias. En el parque había 128 especies endémicas, bien de Ghats occidentales, la India peninsular o la India. Hay dos taxones recientemente identificados que son exclusivos de este parque: Glyphochloa veldkampii M. A. Fonseca et Janarth, y Amorphophallus commutatus (Schott) Engl. var. anmodensis Sivad. & Jaleel. Adicionalmente 37 especies de Pteridófitas también se encuentran en el parque nacional.

## Fauna

### Mamíferos
Mamíferos salvajes documentados en el santuario incluyen: pantera negra, muntíaco, tigres de Bengala, leopardos, macaco coronado, langur gris, ardilla voladora, gaur, ardilla malabar, ciervo ratón, pangolín, puercoespín, loris esbelto y lento, sambar, chital, jabalí y cuón, ciervo ratón de Sri Lanka, gato de la jungla y de Bengala, mono plateado y civeta hindú pequeña.

### Aves
También se encuentran aquí, aproximadamente, 200 especies de aves, incluyendo el picamaderos ventriblanco, el cálao coronado, gris malabar y el bicorne; el monarca colilargo asiático, la irena dorsiazul, el barbudo cabeciblanco, el martín pescador oriental, la palomita esmeralda coliverde, la oropéndola europea, el estornino malabar, el gallo gris, el drongo de raquetas grande, el bulbul gorginaranja (el ave del estado de Goa), el podargo de Ceilán, alcaudones, dicrúridos y lavanderas. Este santuario contiene unos pocos pájaros que son endémicos del subcontinente indio, específicamente el sur de la India.

### Mariposas
Algunas de las especies más interesantes de mariposas en la zona son: la Papilio polymnestor, Jezabel común, Papilio polytes, Papilio clytia, Abisara echerius, Pareronia valeria, Pachliopta hector, Papilio demoleus, mariposa tigre, Troides minos y Graphium agamemnon. También tiene especies endémicas como Idea malabarica y Cirrochroa thais.

### Reptiles
Este santuario es famoso por sus serpientes, particularmente la cobra real. Aquí se encuentran serpientes venenosas como pitón de la India, cobra india, y krait común. Otros reptiles: Dendrelaphis, Boiga, Trimeresurus malabaricus, colubrinos y la víbora de Russel.